# Спринґфілд (Кентуккі)
Спрінґфілд (англ. Springfield) — місто (англ. city) в США, в окрузі Вашингтон штату Кентуккі. Населення — 2846 осіб (2020).

## Географія
Спрінґфілд розташований за координатами 37°41′41″ пн. ш. 85°13′4″ зх. д. / 37.69472° пн. ш. 85.21778° зх. д. (37.694661, -85.217848).  За даними Бюро перепису населення США в 2010 році місто мало площу 9,59 км², з яких 9,47 км² — суходіл та 0,12 км² — водойми. В 2017 році площа становила 10,78 км², з яких 10,66 км² — суходіл та 0,13 км² — водойми.

## Демографія
Згідно з переписом 2010 року, у місті мешкало 2519 осіб у 1111 домогосподарстві у складі 659 родин. Густота населення становила 263 особи/км².  Було 1251 помешкання (130/км²).
Расовий склад населення:
| - 73,6 % — білих - 19,9 % — чорних або афроамериканців - 0,2 % — азіатів - 3,5 % — осіб інших рас |

До двох чи більше рас належало 2,7 %. Частка іспаномовних становила 9,4 % від усіх жителів.
За віковим діапазоном населення розподілялося таким чином: 24,3 % — особи молодші 18 років, 56,8 % — особи у віці 18—64 років, 18,9 % — особи у віці 65 років та старші. Медіана віку мешканця становила 40,2 року. На 100 осіб жіночої статі у місті припадало 82,9 чоловіків;  на 100 жінок у віці від 18 років та старших — 78,1 чоловіків також старших 18 років.
Середній дохід на одне домашнє господарство  становив 41 491 долар США (медіана — 33 654), а середній дохід на одну сім'ю — 49 788 доларів (медіана — 39 899). Медіана доходів становила 36 570 доларів для чоловіків та 26 500 доларів для жінок. За межею бідності перебувало 27,4 % осіб, у тому числі 29,4 % дітей у віці до 18 років та 29,0 % осіб у віці 65 років та старших.
Цивільне працевлаштоване населення становило 1142 особи. Основні галузі зайнятості: освіта, охорона здоров'я та соціальна допомога — 28,5 %, виробництво — 15,9 %, мистецтво, розваги та відпочинок — 15,1 %.